# Базилика Аквилеи
Базилика Санта-Мария-Ассунта (итал. Basilica Patriarcale di Santa Maria Assunta — Патриаршая базилика Вознесения Девы Марии) — римско-католическая базилика в городе Аквилея, в провинции Удине, регион Фриули-Венеция-Джулия, северо-восточная Италия. Расположена на античной Виа Сакра (Священной дороге), с видом на площадь Капитолия. Освящена в честь Вознесения на небо пресвятой Девы Марии. Ранее базилика являлась центром Аквилейского патриархата. В 1998 году базилика внесена в список Всемирного наследия ЮНЕСКО, как часть ансамбля «Археологическая зона и патриаршая базилика Аквилеи»..

## История
Первая церковь на этом месте датируется IV веком. Ныне существующая базилика была построена в XI веке и обновлена в XIII веке. Фасад в романо-готическом стиле соединен портиком с так называемой церковью язычников и остатками древнего баптистерия V века.
Аквилейский патриарх Поппо, родившийся в Баварии, привёз архитектурный проект из Нижней Саксонии, в качестве образца для новой церкви. Базилика была построена в период с 1021 по 1031 годах по образцу церкви церкви Святого Михаила в Хильдесхайме, которая была построена в 1010—1033 годах и сегодня также входит в список памятников ЮНЕСКО.

## Архитектура
В отличие от «немецкой модели», у собора в Аквилее нет западного хора, но есть масштабная колокольня. Нартекс храма датируется IX веком: он структурно связан с раннехристианским баптистерием, возведённым в V веке. Фасад выполнен в романо-готическом стиле. Базилика имеет длину в 65,50 метра при ширине в 30 м и высоте в 23 м.
В интерьере имеются главный неф и два боковых прохода с примечательным мозаичным полом IV века. Деревянный потолок датируется 1526 годом, а фресковое убранство относится к разным эпохам: от IV века в Капелле Святого Петра в апсиде до XI века в самой апсиде и XII века в так называемом «Склепе фресок» под [[Пресвитерий ([храм)|пресвитерием]], с циклом, изображающим истоки христианства в Аквилее и историю Святого Гермагора, первого епископа города.
Рядом с романской Капеллой Гроба Господня XI века, в начале левого прохода, можно увидеть напольные покрытия разного возраста: самое нижнее из древнеримской виллы эпохи Августа.
Снаружи, за колокольней IX века и апсидой, находится Кладбище павших, где похоронены десять безымянных солдат Первой мировой войны. Там же похоронена Мария Бергамас. Она потеряла сына в Первой мировой войне и сама выбрала тело Неизвестного солдата Италии. Там же похоронен и Святой Гермагор.
- Церковь и Баптистерий
- Aрхеологическая зона. Мозаики 388-408
- Мозаика пола атриума. 388-408
- «Геометрический ковёр» нартекса
- Интерьер Баптистерия
- Купель
- Интерьер главного нефа
- Свод
- Вид на контрфасад
- Апсида и трибуна
- Кафедра (пульпит)
- Темпьетто Сан-Сеполькро (Святой гробницы)
- Деталь мозаики
- Капитель